# 施维瑙
施维瑙是德国下萨克森州的一个市镇。总面积31.30平方公里，总人口730人，其中男性386人，女性344人（2011年12月31日），人口密度23人/平方公里。